# Zongolica
Zongolica là một đô thị thuộc bang Veracruz, México. Năm 2005, dân số của đô thị này là 39156 người.